# Friedrichshafeni repülőtér
A Friedrichshafeni repülőtér (IATA: FDH, ICAO: EDNY) egy nemzetközi repülőtér Németországban, Friedrichshafen közelében.

## Futópályák
A repülőtér futópályái:
- 06/24 (2356 m, 45 m, aszfalt)

## Forgalom
Az utasforgalom az elmúlt években az alábbi módon változott:
| Utasok száma | 596 089 | 658 104 | 578 484 | 571 709 | 536 029 | 596 108 | 523 888 | 540 782 | 119 040 | 339 556 |
|              | 2005    | 2007    | 2009    | 2011    | 2013    | 2014    | 2016    | 2018    | 2020    | 2022    |

## Légitársaságok és úticélok
2024-ben a Friedrichshafeni repülőtérről az alábbi járatok indulnak (Utoljára frissítve: 2024-11-2):
| Légitársaság      | Célállomások                                     |
| ----------------- | ------------------------------------------------ |
| AlbaStar          | Szezonális charter: Palma de Mallorca            |
| Avanti Air        | Szezonális charter: Calvi, Preveza/Lefkada       |
| Aegean Airlines   | Szezonális charter: Heraklion, Rhodes            |
| Condor            | Szezonális: Palma de Mallorca                    |
| Corendon Airlines | Szezonális: Antalya, Hurghada                    |
| easyJet           | Szezonális: London–Gatwick                       |
| Freebird Airlines | Szezonális: Antalya                              |
| Marabu            | Szezonális: Heraklion                            |
| Rhein-Neckar Air  | Szezonális charter: Elba                         |
| Smartwings        | Szezonális charter: Gran Canaria, Tenerife–South |
| Wizz Air          | Skopje                                           |